# Amfion i Zetos
Amfion (gr. Ἀμφίων) i Zetos (Ζῆθος) – w mitologii greckiej bliźniacy, synowie Zeusa i tebańskiej królewny Antiopy. 
W dzieciństwie skrzywdzeni przez stryja Likosa, potem wychowywani przez pasterzy w górach. Gdy dorośli, stanęli w obronie Antiopy, dręczonej przez żonę Likosa, Dirke, i uwięzionej przez stryja, i pomścili jej krzywdę. Likosa zabili, a jego żonę przywiązali do rogów byka, który ją stratował (scenę tę przedstawia grupa rzeźbiarska Byk Farnezyjski, kopia rzymska dzieła Apolloniosa i Tauriskosa z Tralles z III w.).
Amfion był poetą i muzykiem. Pliniusz uważał go za wynalazcę muzyki. Miał niezwykłe zdolności gry na lirze podarowanej mu przez Apollina. Swoją grą oczarował kamienie, które same ułożyły się tworząc mur o siedmiu bramach (odpowiadających siedmiu strunom liry). Był mężem Niobe. Miał z nią 7 córek i 7 synów, a po ich utracie z rozpaczy odebrał sobie życie.
Zetos był rolnikiem, pasterzem i żołnierzem. Jego małżonką była Aedon, córka Pandareosa. Zazdrościła ona Niobe licznego potomstwa i w próbie uśmiercenia jej najstarszego syna omyłkowo zgładziła swojego.
Amfion i Zetos w starożytności uosabiali dwie strony ludzkiej natury, refleksyjną i praktyczną.